# FlyEgypt
 (juillet 2019).
Si vous disposez d'ouvrages ou d'articles de référence ou si vous connaissez des sites web de qualité traitant du thème abordé ici, merci de compléter l'article en donnant les références utiles à sa vérifiabilité et en les liant à la section « Notes et références ».

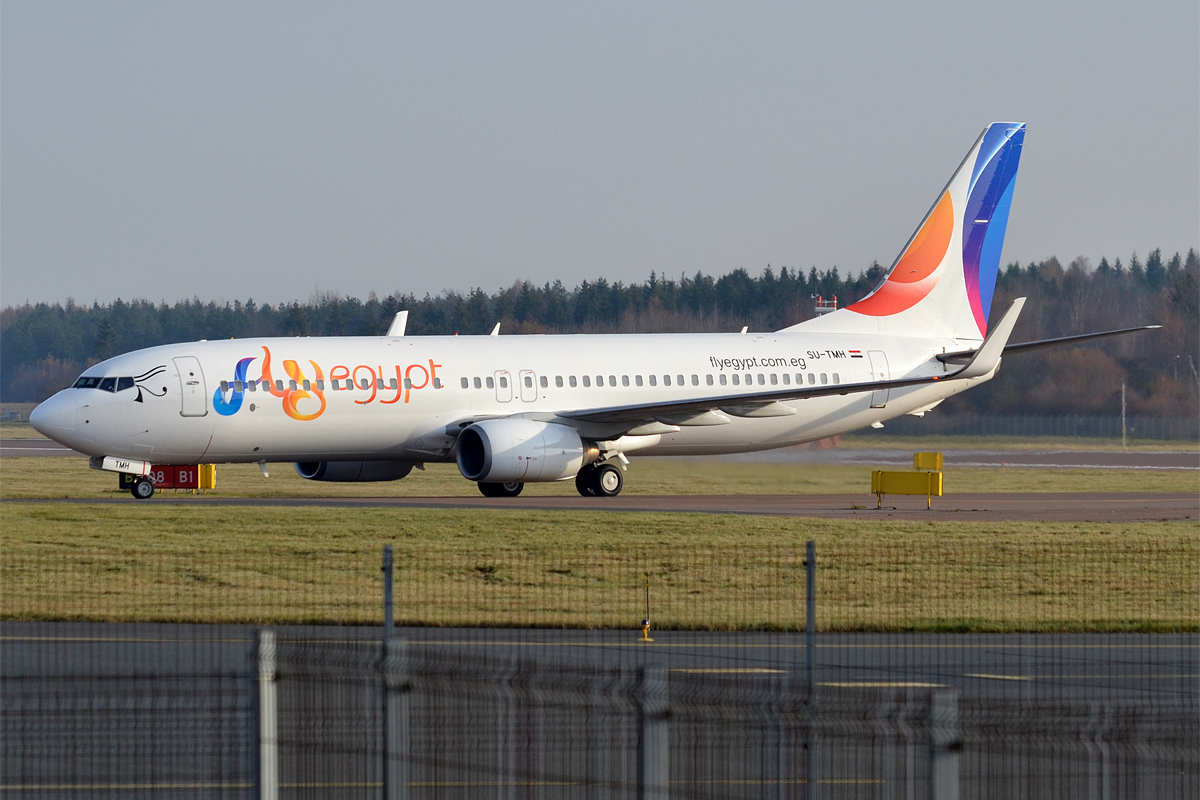
Boeing 737-8GJ de FlyEgypt

FlyEgypt est une compagnie aérienne à bas prix et charter, dont le siège social est situé au Caire en Égypte.

## Histoire
La compagnie voit le jour en 2014 et débute ses vols charter le 12 février 2015 avec un vol entre Le Caire et Djeddah. Le 11 juillet 2015, un vol hebdomadaire saisonnier est lancé entre Zürich et Marsa Alam,. Lors de sa première année d'exploitation, la compagnie transport 90 000 passagers.
Le 5 novembre 2018, les autorités allemandes de l'aviation civile interdisent de vol vers l'Allemagne la compagnie FlyEgypt (et Air Cairo), où elle effectuait des vols pour des voyagistes allemands en raison de réglementations plus strictes en matière de restauration imposées aux transporteurs égyptiens à destination de Charm-El-Cheikh. Peu après, les voyagistes Thomas Cook Group et TUI Group rompent leur collaboration avec la compagnie pour la même raison. Cependant, une solution pour y remédier est rapidement trouvée et la compagnie peut à nouveau reprendre ses vols vers l'Allemagne le 23 décembre en accord avec la nouvelle réglementation allemande.
En 2019, la compagnie atteint les 750000 passagers transportés[réf. souhaitée]. Elle adopte alors un nouveau logo.
Mais incapable de renouveler les contrats de location de ses avions, flyEgypt n’a pas su maintenir sa flotte. Son dernier vol, un trajet entre Djeddah et Le Caire, remonte au 20 septembre 2024, 
Elle essaie de se mettre en faillite le 21 octobre 2024. Mais l'Autorité de l’aviation civile égyptienne refuse sa liquidation tant que ses dettes ne sont pas réglées.

## Flotte
En novembre 2020, FlyEgypt assure ses vols en exploitant les avions suivants :